# Lubawa
Lubawa é um município da Polônia, na voivodia da Vármia-Masúria e no condado de Iława. Estende-se por uma área de 16,84 km², com 10 269 habitantes, segundo os censos de 2017, com uma densidade de 609,8 hab/km².